# Quebradnotia
Quebradnotia là một chi bướm đêm thuộc họ Tortricidae.

## Các loài
- Quebradnotia chasigrapha Razowski & Wojtusiak, 2006
- Quebradnotia nolckeniana (Zeller, 1877)
- Quebradnotia ouralia Razowski & Wojtusiak, 2006
- Quebradnotia quebradae Razowski & Wojtusiak, 2006